# HMS Hermione (74)
«Герміона» (74) (англ. HMS Hermione (74) — військовий корабель, легкий крейсер типу «Дідо» Королівського військово-морського флоту Великої Британії за часів Другої світової війни.

## Історія створення
«Герміона» був закладений 6 жовтня 1937 року на верфі компанії Alexander Stephen and Sons, Глазго. 25 березня 1941 року увійшов до складу Королівських ВМС Великої Британії.